# Blomsterkastanj
Blomsterkastanj (Xanthoceras sorbifolia) är en kinesträdsväxtart som beskrevs av Aleksandr Andrejevitj Bunge. Xanthoceras sorbifolia är ensam i släktet Xanthoceras som ingår i familjen kinesträdsväxter. Inga underarter finns listade i Catalogue of Life.
Arten är ett lövfällande träd eller buske som blir 2 till 5 meter högt. Barken på stammen och grenarna har en rödbrun färg.
Blomsterkastanj förekommer ursprunglig i Kina i provinserna Gansu, Hebei, Henan, Nei Mongol, Ningxia, Shaanxi, Shandong och Shanxi. Troligtvis hittas den även på Koreahalvön.